# Episodi di Grani di pepe (ottava stagione)
L'ottava stagione della serie televisiva Grani di pepe è stata trasmessa in Germania dal 5 febbraio 2011 sul canale Das Erste.
In Italia l'ottava stagione è stata trasmessa in prima visione dal 2 novembre 2015 su Rai Gulp.
In questa stagione la squadra ha a che fare con molti casi come ad esempio Truffe calcistiche, ricatti verso il padre di Themba ecc. Inoltre nella 100ª puntata del programma ritornano Fiete e Natascha che conoscono l'attuale squadra e ricordano le loro avventure insieme, oltre ai casi non mancano le storie d'amore tra Lina e Rasmus che litigano spesso per motivi stupidi e verso l ultima puntata sembra che siano ad un punto di rottura perché Rasmus dice a Lina di non voler mai sposarsi, Lina quindi non pensa che lui voglia stare con lei. Ma soprattutto tra Themba e Sophie. Themba è sempre più cotto di lei e Sophie sembra accorgersene e inizia provare qualcosa per lui rimanendo insicura però su che cosa fare per paura di essere respinta. Sophie lo bacia nella puntata del casting e da quel momento inizia a provare dei sentimenti, ma i due non riescono mai a parlarsi e dichiararsi e nella puntata dei cani lei pensa che Themba pensi ad un'altra e ci litiga. Themba deluso si distacca e nella puntata del calcio si fidanza con Alisa. Sophie gelosa, segue il consiglio di Lina e trova un altro, Lukas, che le procurerà dei problemi, e metterà a rischio i grani di pepe, e che lascia dopo poco, perché è innamorata ancora di Themba, Quando quest'ultimo lascia Alisa, resosi conto che anche per lui non era la cosa giusta, i due si riavvicinano sempre più e nella ultima puntata si baciano e si fidanzano contemporaneamente a Rasmus e Lina, chiaritisi. insieme a Lina e Rasmus celebrano e festeggiano il matrimonio di Sven e Lena. Poi partono tutti da Amburgo per un viaggio scolastico lasciando ad Emma la sede.
| Nº | Titolo originale     | Titolo italiano                   | Prima TV Germania | Prima TV Italia  |
| -- | -------------------- | --------------------------------- | ----------------- | ---------------- |
| 1  | Das Silbergebiss     | Il morso d'acciaio                | 5 febbraio 2011   | 2 novembre 2015  |
| 2  | Geschmacksverstärker | Il ricatto                        | 12 febbraio 2011  | 3 novembre 2015  |
| 3  | Die blaue Jacke      | La giacca blu                     | 19 febbraio 2011  | 4 novembre 2015  |
| 4  | Der doppelte Dalu    | La carta d'identità               | 26 febbraio 2011  | 5 novembre 2015  |
| 5  | Reisefreuden         | Cuori in fiamme                   | 5 marzo 2011      | 6 novembre 2015  |
| 6  | Böse Jungs           | Vincere la paura                  | 12 marzo 2011     | 7 novembre 2015  |
| 7  | Wühltisch-Welpen     | Traffico di cuccioli              | 12 marzo 2011     | 8 novembre 2015  |
| 8  | Eigentor             | Autogol                           | 2 aprile 2011     | 9 novembre 2015  |
| 9  | Störtebekers Kopf    | Il teschio di Störtebecker        | 9 aprile 2011     | 10 novembre 2015 |
| 10 | Liebeswahn           | Amore e bugie                     | 9 aprile 2011     | 11 novembre 2015 |
| 11 | Autobrandstifter     | Non è così che si cambia il mondo | 9 aprile 2011     | 12 novembre 2015 |
| 12 | Gerüchteküche        | Appuntamento al buio              | 16 aprile 2011    | 13 novembre 2015 |
| 13 | Hochzeit in Gefahr   | Il matrimonio                     | 23 aprile 2011    | 14 novembre 2015 |

## Il morso d'acciaio
- Scritto da: Anja Jabs
- Diretto da: Stephan Rick

## Il ricatto
- Scritto da: Jörg Reiter
- Diretto da: Stephan Rick

## La giacca blu
- Scritto da: Anja Jabs
- Diretto da: Stephan Rick

## La carta d'identità
- Scritto da: Katja Kittendorf
- Diretto da: Stephan Rick

## Cuori in fiamme
- Scritto da: Jörg Reiter
- Diretto da: Klaus Wirbitzky

## Vincere la paura
- Scritto da: Jörg Reiter
- Diretto da: Klaus Wirbitzky

## Traffico di cuccioli
- Scritto da: Katja Kittendorf
- Diretto da: Klaus Wirbitzky

## Autogol
- Scritto da: Jörg Reiter
- Diretto da: Andrea Katzenberger

## Il teschio di Störtebecker
- Scritto da: Anja Jabs
- Diretto da: Klaus Wirbitzky

## Amore e bugie
- Scritto da: Anja Jabs
- Diretto da: Klaus Wirbitzky

## Non è così che si cambia il mondo
- Scritto da: Katherina Mestre
- Diretto da: Andrea Katzenberger

## Appuntamento al buio
- Scritto da: Andrea Katzenberger
- Diretto da: Andrea Katzenberger

## Il matrimonio
- Scritto da: Andrea Katzenberger
- Diretto da: Andrea Katzenberger